# 702

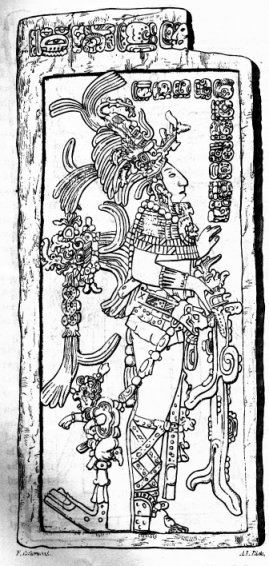
K'inich K'an B'alam II van Palenque (Mexico)

Het jaar 702 is het 2e jaar in de 8e eeuw volgens de christelijke jaartelling.

## Gebeurtenissen

### Europa
- Koning Ergica overlijdt na een regeerperiode van 15 jaar en wordt opgevolgd door zijn zoon Witiza. Hij wordt in Toledo gekroond tot koning van de Visigoten.
- Theophylactus (702-710) volgt Johannes II Platinus op als exarch van Ravenna (Italië).

### Arabische Rijk
- De Arabieren veroveren de stad Tanger in Noord-Marokko. De Berbers bekeren zich tot de islam en het gebied wordt ingelijfd bij het Arabische Rijk.
- Ethiopische invallers uit Aksum bezetten de haven van Djedda (huidige Saoedi-Arabië).

### Meso-Amerika
- 20 februari - K'inich K'an B'alam II overlijdt en wordt opgevolgd door zijn broer K'inich K'an Joy Chitam II als heerser (ahau) van Palenque (Mexico).

## Religie
- Beda, Angelsaksische monnik, wordt in Northumbria tot priester gewijd. Hij begint met zijn boekwerk de Historia ecclesiastica gentis Anglorum. (waarschijnlijke datum)

## Geboren
- Gangulfus, Bourgondisch edelman (waarschijnlijke datum)
- 20 april - Jafer Sadiq, Arabisch imam (overleden 765)

## Overleden
- Berlindis van Meerbeke, Frankisch non (waarschijnlijke datum)
- Ergica, koning van de Visigoten (waarschijnlijke datum)
- 20 februari - K'inich K'an B'alam II (66), koning van Palenque